# P.J. Williams
Kenneth Lamar Williams, detto P.J. (Ocala, 1º giugno 1993), è un giocatore di football americano statunitense che milita nel ruolo di cornerback per i New Orleans Saints della National Football League (NFL).

## Carriera

### New Orleans Saints
Dopo avere giocato al college a football a Florida State dove vinse il campionato NCAA nel 2013, Williams fu scelto nel corso del terzo giro (77º assoluto) del Draft NFL 2015 dai New Orleans Saints. Dopo non essere mai sceso in campo nella sua prima stagione, debuttò come professionista partendo come titolare nella gara di debutto della stagione 2016, mettendo a segno 5 tackle e un passaggio deviato nella sconfitta contro gli Oakland Raiders. Nella gara successiva, dopo un colpo subito che lo lasciò incosciente a terra, fu inserito in lista infortunati.
Nell'ottavo turno della stagione 2018, Williams ritornò un intercetto per 45 yard in touchdown nella vittoria sui Minnesota Vikings, venendo premiato come miglior difensore della NFC della settimana.
Nel marzo del 2021 Williams firmò un nuovo contratto annuale del valore di 2,3 milioni di dollari.

## Palmarès
- Difensore della NFC della settimana: 1

8ª del 2018
- Campione NCAA: 1

Florida State Seminoles: 2013